# Кристофър Уиткомб
Кристофър Уиткомб (на английски: Christopher Whitcomb) е бивш американски агент на ФБР, журналист и писател на бестселъри в жанра трилър.

## Биография и творчество
Джон Кристофър Уиткомб е роден на 15 януари 1959 г. в САЩ. Отраства в Ню Хампшър.
Първоначално работи в продължение на две години като говорител и прессекретар на американския конгресмен Силвио Конте. После в продължение на 15 години работи във ФБР. Започва кариерата си през 1987 г. като специален агент в кантората в Канзас Сити и Спрингфийлд, като от 1991 г. участва в елитния екип за освобождаване на заложници и се отличава като атакуващ и снайперист, за което е удостоен с медал за храброст на ФБР. През 1997 г. е повишен и става инструктор за водене на разпити в Академията на ФБР в Куантико, Вирджиния. Там разработва сложна 16-седмична учебна програма, която служи като основа за цялото обучение на нови агенти на ФБР. После работи като ръководител на отдел „Стратегическо оперативно разузнаване“ на Групата за реагиране при кризисни инциденти. В отдела наблюдава операциите на ФБР за събиране и управление на информацията по време на атаки за масово унищожение, терористични заплахи и екзотични наказателни дела, координира медийни операции и е говорител на ФБР по време на разследванията.
Първата му книга „Cold Zero: Inside the FBI Hostage Rescue Team“ е публикувана през 2001 г. Тъй като по това време все още работи във ФБР се налага агенцията да одобри ръкописа му преди публикуването. В книгата представя живота си от детството до участието му в случаите на ФБР в „Обсадата на Уейкоу“, бунтовете през 1992 г. в Лос Анджелис, инцидента в Руби Ридж, разследването на военните престъпления в Косово и нападението на USS Cole в Аден, Йемен. След успеха на книгата напуска ФБР.
Участва в експерт по тероризма в телевизия Би Би Си и NBC, изнася доклади в Сената на САЩ, Британския парламент, ООН и десетки професионални организации. Пише като колумнист за списание „GQ“ и статии в „Ню Йорк Таймс“, FHM, и др.
Първият му трилър „Снайперистът“ от поредицата „Джеръми Уолър“ е публикуван през 2004 г. Главният герой е член на елитен отряд за освобождаване на заложници, който се гмурва в насилствения свят на истините и лъжовните съюзи в борбата с тероризма.
Уиткомб е основател и главен изпълнителен директор на „Watch House International“, компания за охрана и видеонаблюдение.
Кристофър Уиткомб живее със семейството си в Спрингфийлд, Вирджиния.

## Произведения

### Серия „Джеръми Уолър“ (Jeremy Waller)
1. Black (2004) 
Снайперистът, изд.: ИК „Бард“, София (2004), прев. Веселин Лаптев
2. White (2005)
Смъртни врагове, изд.: ИК „Бард“, София (2005), прев. Веселин Лаптев

### Документалистика
- Cold Zero: Inside the FBI Hostage Rescue Team (2001)